# Barbarea taiwaniana
Barbarea taiwaniana là một loài thực vật có hoa trong họ Cải. Loài này được Ohwi mô tả khoa học đầu tiên năm 1934.